# Provincia de Chanchamayo

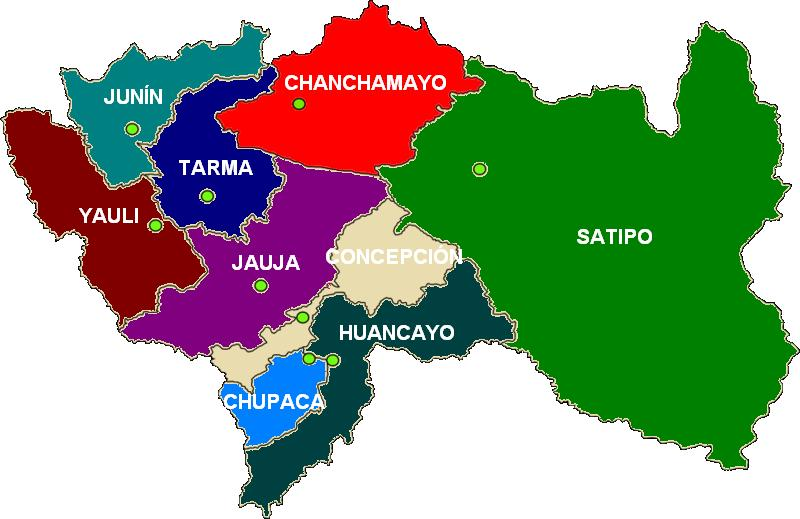
Provincia del departamento de Junín

La provincia de Chanchamayo es una de las nueve que conforman el departamento de Junín en el centro del Perú. Limita por el norte con el departamento de Pasco, por el este con la provincia de Satipo, por el sur con la provincia de Jauja y por el oeste con la provincia de Tarma. Su capital es La Merced y su ciudad más poblada es Pichanaqui.

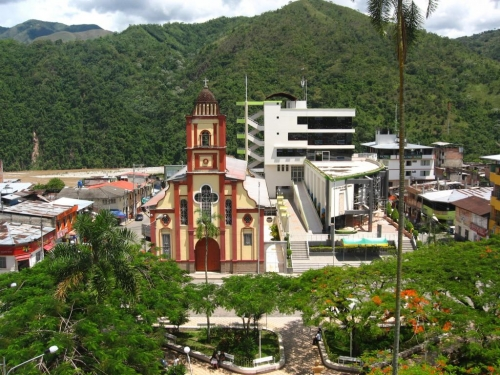
Catedral de la congregación católica frente a la plaza de principal de Chanchamayo

Dentro de la división eclesiástica de la Iglesia católica del Perú, pertenece al vicariato apostólico de San Ramón.

## Etimología
Hay varias versiones sobre esa ciudad, como la palabra Chanchamayo que viene del idioma quechua: chanchacc, que quiere decir 'brinco' o 'salto', y mayo o mayu significa 'río' (río torrentoso) y las siguientes:
{{cita| Sin duda, el nombre de nuestra provincia se por la existencia del río Chanchamayo que recorre el valle, por tanto las explicaciones sobre el origen del nombre estará basado sobre él. Existen varias versiones, de las cuales mencionaremos tres que a nuestro entender tienen mayor asidero.
En tiempos muy antiguos al sitio le  llamaban SHANSHAMAYO porque en los contornos del río (mayu en quechua) estaban pobladas por muchas aves llamadas Shansha: 
Primera versió.- se dice que el origen de Chanchamayo proviene de dos palabras quechuas: Shansha, brasa o carbón encendido al Rojo Vivo. Mati, Río.
Shansha= ave - Mayo o mayu=río (río de los Shanshas)
Esto se sustenta, en las manifestaciones de los invasores y sus guía, quiénes al navegar el río al atardecer; quedaron sorprendidos por el reflejo del Sol en las aguas del río e indicando el mismo gritaron SHANSHA una y otra vez Shansha, es decir brasa o carbón encendido al Rojo Vivo.
Llamaron desde entonces al río y a la zona como Shanchamayu que con el tiempo se convirtió en CHANCHA lingüístico y Mayu en mayo, es por eso que hoy a estas tierras conocemos como Chanchamayo.
Fr. Dionisio Ortíz teorizaba que el lugar tenía su origen para ese nombre, CHUNCHUMAYO y cuyo vocablo provenía del idioma quechua: Chuncho=nativo - Mayo o Mayu = río (río de los Chunchos).
Segunda Versión.- (...) el nombre del río Chanchamayo, proviene de dos palabras:
CHUNCHU: Poblador nativo o indígena amazónico
Primera versió

(.-..), se dice que el origen de Chanchamayo proviene de dos palabras quechuas: Shansha, brasa o carbón encendido al Rojo Vivo. Mati, Río.
MAYU: Río
Esto se sustenta, en las manifestaciones de los invasores y sus guía, quiénes al navegar el río al atardecer; quedaron sorprendidos por el reflejo del Sol en las aguas del río e indicando el mismo gritaron SHANSHA una y otra vez Shansha, es decir brasa o carbón encendido al Rojo Vivo.
Que uniendo diría CHUNCHUMAYU, es decir, estaríamos hablando del río de los chunchos. Vocablo aymara que utilizaron invasores de la selva para llamar a los indígenas o nativos de la zona.
Llamaron desde entonces al río y a la zona como Shanchamayu que con el tiempo se convirtió en CHANCHA lingüístico y Mayu en mayo, es por eso que hoy a estas tierras conocemos como Chanchamayo.

Tercera versión.- (...) tiene su origen en la presencia pasada de AVES palmípedas en la zona denominadas SHANSHA; por lo que la palabra en cuestión provendría de Shanshamayu, es decir del Río de las SHANSHAS. 
Salazar Bonifacio, Santos (Geografía e historia de Chanchamayo)

## Historia
La colonización de esta región fue iniciada por los misioneros, que ingresaron por el norte a este valle en el siglo XVII, pues en ese tiempo, el Convento de Huanuco era el eje de las colonizaciones. Posteriormente, en 1725, toma esta misión el Convento de Ocopa. La evangelización y conquista de esta región no fue sencilla, los nativos resistieron con firmeza. Óscar Espinoza señala que la primera rebelión de los nativos se produjo en 1637 (a dos años del ingreso del Fraile Jerónimo Jiménez) y estuvo al mando del cacique llamado Zampati. Este autor escribe que la siguiente gran rebelión sucedió en 1674 por el río Perené y estuvo al mando del cacique Mangoré, pero Mora y Zarzar señalan que en este año la rebelión estuvo dirigida por el jefe asháninka Fernando Torote, quien para Espinoza recién comanda la rebelión de 1724, y su hijo Ignacio dirige otra en 1737, ambas en el Gran Pajonal.
Muchos de los misioneros y colonos murieron en manos de los nativos, pero fueron muchos más los nativos que murieron en manos de los colonos. Si bien los misioneros buscaban en los nativos nuevas almas para Dios, los colonos buscaron en ellos sirvientes desprovistos de toda protección estatal. Por ello, cuando en 1742 Juan Santos Atahualpa inicia su movimiento, cuenta con el apoyo de los pueblos de la selva central, quienes dejando de lado sus diferencias se unen para apoyarlo. Este hecho ocasiona que se abandone la colonización de la selva central por el espacio de un siglo.
En 1847 se termina de construir un fuerte militar al que se denomina San Ramón, ubicado donde hoy esta el pueblo del mismo nombre, y con él se logra vencer la resistencia nativa, y en 1869 se funda el pueblo de La Merced por el coronel José Pereyra, obligando a retroceder a los nativos. En 1872, con el apoyo de la Sociedad de Inmigración Europea, se dinamiza la colonización extranjera. Para Mora y Zarzar: «Las hostilidades continuaron hasta el establecimiento en 1889 de la Peruvian Corporation empresa de capitales ingleses a la que se le concedieron 500 000 hectáreas en los márgenes de los ríos Perené y Ene en el territorio asháninka». Pero eso no fue así, Espinoza menciona que en 1890 se reporta la muerte de 14 colonos en una colonia en el río Pichis, otro ataque a colonos data de 1896; en 1913 son varias colonias atacadas con un saldo es de 150 colonos muertos. Y en el siglo pasado, en 1936 en una misión franciscana, un colono jugando con un arma de fuego mata a un indígena, en respuesta los asháninkas lo matan y destruyen la misión. Una etapa trágica vivieron las comunidades indígenas con el auge del caucho, los denominados caucheros no sólo explotaron a los indígenas mediante un trabajo mal pagado, y condiciones laborales infrahumanas, sino se propició que los asháninkas sean capturados y trasladados a Loreto y Madre de Dios, incluso, hay noticias de asháninkas en el Brasil, llevados por tal motivo.
Podemos observar el pensamiento de los colonizadores, a través del relato del padre Uriarte, refiriéndose a los asháninkas, resaltando que es la tribu más numerosa en esta zona y también:
«(...) la más interesante y la que por su cercanía a los pueblos civilizados, ofrece mayores posibilidades de ser reducida con provecho para la civilización de la montaña, si bien hasta el presente han mostrado los campas muy dura cerviz para someterse al yugo del evangelio y a los dictámenes de la vida social».
Estos dictámenes de la vida social son los que fueron impuestos por la fuerza. El mismo autor, que vivió en la región selvática desde 1928, escribe: «(...) la única ley que es respetada es la ley del cuarenta y cuatro como dicen, que es la carabina Winschester, con la cual se reparan los abusos y se hace la justicia personalmente; pero también esa carabina sirve de instrumento para cometer mil indignidades y crímenes». Instrumento que estaba al servicio del hombre occidental. Nótese que el religioso escribió esto en pleno siglo XX.
La provincia de Chanchamayo fue creada mediante Decreto Ley n.º 21941, del 24 de septiembre de 1977, en el gobierno del presidente Francisco Morales Bermúdez.

## Geografía
| Noroeste: Tarma         | Norte: Pasco                | Nordeste: Satipo        |
| Oeste: Tarma            |                             | Este: Satipo            |
| Suroeste: Tarma / Jauja | Sur: Tarma / Jauja / Satipo | Sureste: Jauja / Satipo |

Por su territorio viajan los ríos Perené y Pachitea. La altitud de la provincia varía desde los 500 a 1930 m s. n. m.

### Clima
Es un clima templado lluvioso. Presenta un valor medio anual de 24,6 °C, con un máximo de 30,4 °C y un mínimo de 20,4 °C. Presenta un valor máximo de 1600 mm. anuales, apreciándose tres épocas distintas marcadas por el balance hídrico, así tenemos época per húmedo entre los meses de septiembre a marzo, una época húmeda de los meses de abril, junio y agosto y una época seca en los meses de mayo a julio.

### Suelo
Pertenece al paisaje montañoso, componente de la faja tectónica subandina central, formado por laderas largas de topografía moderadamente empinada a muy empinada, con pendientes desde 15 grados hasta los 75 grados. Él tipo de suelo que se encuentra a menudo es arcilloso (color rojizo), no tan a menudo el limoso y uno que cuantos de arena y gravas.

### Fauna
La fauna silvestre registrada en la zona incluye a las especies de aves, mamíferos, reptiles, crustáceos, moluscos y peces. De las aves presentes la mayoría son pequeñas, como gavilanes, loros, gallinazos y chihuacos. Los mamíferos se encuentran cada vez en menor número, destacando los roedores, majáz, cutpe, carachupa, armadillo cuya alimentación es a base de frutos, raíces. Entre los peces tenemos las chupadoras, carachamas, lisa, zíngaro, corvina y camarón de río, especies que están desapareciendo por los constantes relaves mineros que contaminan las aguas del río Chanchamayo y la desidia de algunas autoridades que no le dan importancia al cuidado de la naturaleza que a la postre tendrá efectos negativos en la salud de la población.

### Flora
En cuanto a la flora destaca en Chanchamayo. Entre estas pueden señalarse rodales del árbol de la Quina, árbol nacional del Perú. También pueden encontrarse rodales de Romerillos, únicas coníferas nativas del Perú y de árboles de Cedro, árboles de fina madera. Existen asimismo áreas con alta concentración de orquídeas y bromelias epífitas; de igual modo, grandes árboles como el Ojé, el Cetico, arbustos de Fucsia con flores. Además, existen plantas nativas de interés económico, dentro de ellas frutales como zarzamoras, sauco, guaba, nogal, lúcumo y caimito; medicinales como el árbol de la quina; especies maderables como Cedros, Romerillos, Moenas, especies empleadas para artesanía, como la caña, empleada para la elaboración de zampoñas.
hay plantas como los lirios, la resentida, el bastón del emperador, oreja de elefante, etc.

## Distritos

### Población y división administrativa
La provincia de Chanchamayo está dividida en seis distritos y veintiocho centros poblados. En el siguiente cuadro, sus distritos y su población, según el INEI al 2021.
| Distritos de la provincia de Chanchamayo | Distritos de la provincia de Chanchamayo | Distritos de la provincia de Chanchamayo | Distritos de la provincia de Chanchamayo | Distritos de la provincia de Chanchamayo | Distritos de la provincia de Chanchamayo | Distritos de la provincia de Chanchamayo | Distritos de la provincia de Chanchamayo | Distritos de la provincia de Chanchamayo | Distritos de la provincia de Chanchamayo | Distritos de la provincia de Chanchamayo |
| Pos.                                     | Bandera                                  | Distrito                                 | Capital                                  | Año de creación                          | Alcalde/sa (2023-2026)                   | Cant. de regidores                       | Ubigeo                                   | Población (2020)                         | Superficie (km²)                         | Mapa                                     |
| ---------------------------------------- | ---------------------------------------- | ---------------------------------------- | ---------------------------------------- | ---------------------------------------- | ---------------------------------------- | ---------------------------------------- | ---------------------------------------- | ---------------------------------------- | ---------------------------------------- | ---------------------------------------- |
| 1                                        |                                          | Chanchamayo                              | La Merced                                | 1977                                     | Hermenegildo Navarro Castro              | 11                                       | 120301                                   | 29 354                                   |                                          |                                          |
| 2                                        |                                          | San Luis de Shuaro                       | San Luis de Shuaro                       | 1977                                     | Javier Angulo                            | 5                                        | 120304                                   | 3779                                     | 177.041                                  |                                          |
| 3                                        |                                          | Perené                                   | Perené                                   | 1986                                     | Jordan Soria                             | 9                                        | 120302                                   | 60 416                                   | 1224                                     |                                          |
| 4                                        |                                          | Pichanaqui                               | Pichanaqui                               | 1671                                     | Eliseo Pariona                           | 7                                        | 120303                                   | 42 209                                   | 1497                                     |                                          |
| 5                                        |                                          | San Ramón                                | San Ramón                                | 1908                                     | Renato Carrión                           | 6                                        | 120305                                   | 29 643                                   | 591.67                                   |                                          |
| 6                                        |                                          | Vítoc                                    | Vítoc                                    | 1871                                     | Rocío Fabián                             | 5                                        | 120306                                   | 1659                                     | 313.85                                   |                                          |
| Total                                    |                                          | 6                                        | 6                                        |                                          |                                          |                                          |                                          | 167 385                                  |                                          |                                          |

## Capital
La capital de la provincia de Chanchamayo es La Merced, ubicada en el distrito de Chanchamayo, ubicada a 751 m s. n. m. En esta jurisdicción existe una colonia italiana fundada en 1871. Es la parte de la selva peruana más cercana a Lima.[cita requerida]

## Educación
Los principales centros de estudios privados y estatales de Chanchamayo: colegios, institutos y universidades.
Universidades:
- Universidad Nacional Intercultural de la Selva Central Juan Santos Atahualpa (UNISCJSA);
- Universidad Nacional Daniel Alcides Carrión (UNDAC), filial Chanchamayo;
- Universidad Peruana Los Andes (UPLA), privada, filial Chanchamayo;
- Universidad de Huánuco, privada, filial Chanchamayo.

#### Institutos
- SENATI, filial Chanchamayo;
- Instituto de Educación Superior Tecnológico Público La Merced;
- Instituto Superior Tecnológico Privado INFONET.

#### Colegios
- Institución Educativa Integrada María Auxiliadora (colegio centenario)
- Institución Educativa Politécnico "Selva Central" - Pampa del Carmen
- Colegio Estatal Joaquín Capelo
- Colegio Nacional San Ramón
- Colegio Virgen del Carmen
- IE San Carlos
- IE n.º 30752 Jerónimo Jiménez
- IEI."Santo domingo savio"

## Autoridades

### Regionales
- Consejeros regionales
  - 2023-2026

  1. Yoner Ambicho
  2. Ismael Robles

### Municipales
| Alcaldes de Chanchamayo | Alcaldes de Chanchamayo | Alcaldes de Chanchamayo |
| Periodo                 | Alcalde/sa              | Regidores               |
| ----------------------- | ----------------------- | ----------------------- |
| 2023-2026               | Hermenegildo Navarro    |                         |
| Anteriores alcaldes/as  |                         |                         |
| 2019-2022               | Eduardo Mariño          |                         |
| 2015-2018               | Hung Won Jung           |                         |
| 2011-2014               | Hung Won Jung           |                         |

### Religiosas
- Vicariato apostólico de San Ramón, ubicado en el distrito de San Ramón, frente a la plaza Mayor Augusto B. Leguía.[12]
  - Vicario apostólico: Mons. Gerardo Anton Zerdin, OFM
- Parroquia Nuestra Señora de La Merced, ubicada en el distrito de Chanchamayo, en la planicie llamada La Merced.
- Párroco: Presb. Víctor Conce

### Autoridades políticas, subprefectos provinciales
- Luis Ovalle Velarde (2014-2018)
- Abg. Javier Leonardo Quintana López (2016-2018)
- Lcda. Rosario Marleny Quinto Arroyo (2018-2020)
- Lcda. Rossana Demarini Tremolada de Huánuco
- Lic. Williams Pedro Perez Salazar (2023-2025)

## Cultura

### Festividades
Las festividades chanchamayinas son las siguientes:
- Aniversario de Chanchamayo
- 24 de septiembre: Virgen de la Merced.
- Festival del Café[14]
- Festival del Masato[15]
- Carnaval de la Selva Central
- Festival Gastronómico
- 14 de noviembre: Aniversario político del distrito de San Ramón

### Gastronomía
La gastronomía de Chanchamayo es la siguiente:
- asado de Zamaño
- asado de Cutpe
- tacacho con cecina
- chicharrón de sajino
- juanes de gallina de chacra
- empanada de plátanos
- chipado de pescado
- cocina con patacones
- sudado de doncella
- patarashca
- café chanchamayino
- masato
- aguaje
- camu camu
- chicha de jora

Centros culturales
- Biblioteca Municipal de Chanchamayo
- Centro cultural de la Universidad Juan Santos Atahualpa

### Deporte
Fútbol
El fútbol chanchamayino se caracteriza por sus dos clubes más representativos: Chanchamayo FC y Unión Sport Mina San Vicente, que en algún momento jugaron en la primera división del fútbol peruano.
| Principales clubes de fútbol de Chanchamayo | Principales clubes de fútbol de Chanchamayo | Principales clubes de fútbol de Chanchamayo | Principales clubes de fútbol de Chanchamayo | Principales clubes de fútbol de Chanchamayo | Principales clubes de fútbol de Chanchamayo |
| N.º                                         | Club                                        | Fundación                                   | Estadio                                     | Liga                                        | Ciudad                                      |
| ------------------------------------------- | ------------------------------------------- | ------------------------------------------- | ------------------------------------------- | ------------------------------------------- | ------------------------------------------- |
| 1                                           | Chanchamayo FC                              | 1979                                        | Estadio Municipal de la Merced              | Copa Perú                                   | La Merced                                   |
| 2                                           | Sport Mina San Vicente                      | 1970                                        | Estadio Municipal de San Ramón              | Copa Perú                                   | Vítoc                                       |
| 3                                           | Unión Sangani                               |                                             | Estadio Municipal de Perené                 | Copa Perú                                   | Perené                                      |
| 4                                           | Unión Pichanaqui                            |                                             | Estadio Municipal de Pichanaqui             | Copa Perú                                   | Pichanaki                                   |
| 5                                           | Atlético Chanchamayo                        |                                             | Estadio Municipal de San Ramón              | San Ramón                                   | San Ramón                                   |
| 6                                           | Unión Perené                                |                                             | Estadio Municipal de Perené                 | Perené                                      | Perené                                      |

### Medios de comunicación
Los medios de comunicación de Chanchamayo son las siguientes:
- Televisión: Perú TV, Cable Visión, Nativa TV, Chanchamayo TV, Selva TV Más.[18]
- Radio: Radio Nacional del Perú, Radio Chanchamayo, Radio Nativa, Radio La Estación, Radio La Nueva, Radio Miel, Radio Fiesta, Radio Súper Latina, entre otras.[19]
- Diarios: Correo, El Peruano; Revista Soy Selva, Revista Chanchamayo y otros diarios y revistas chanchamayinos.[20]
- Multimedia y libros

### Transporte
El transporte en la provincia de Chanchamayo está conformado de la siguiente:
Terrestre
Se conecta con la capital a través de la Carretera Central del Perú, oficialmente ruta PE-22, en su mayoría es terrestre, las líneas de microbuses que funcionan son las empresas Chanchamayo, La Merced, San Juan, entre otras. Buses interprovinciales, de igual forma, se transportan en miniván, taxi, mototaxi, motocar, moto y bicicleta.
Aéreo
Chanchamayo tiene un aeródromo en el distrito de San Ramón, parte de la Fuerza Aérea del Perú, el aeródromo Capitán FAP Leonardo Alvariño Herr.

### Religión
La que prodomina es el cristianismo, católicos y evangélicos o protestantes, y en ciertos lugares aún hay tribus que son de religión incaica, afianzados tanto en pachamama, inti, apus, etc.